# ألكسيس كرا
ألكسيس كرا (بالفرنسية: Alexis Carra)‏ هو لاعب كرة قدم فرنسي في مركز الهجوم، ولد في 27 أبريل 1990 في فيلفرانش سور سون في فرنسا. لعب مع أولمبيك ليون ونادي سيتاديلا.

## وصلات خارجية
- ألكسيس كرا على موقع قاعدة بيانات كرة القدم.إي يو (الإنجليزية)